# 澤列諾盧日涅
50°36′52″N 24°51′36″E / 50.61444°N 24.86000°E
澤列諾盧日涅（烏克蘭語：Зеленолужне），是烏克蘭的村落，位於該國西部沃倫州，由盧茨克區負責管轄，面積4.64平方公里，海拔高度259米，2001年人口158，人口密度每平方公里34.05人。